# Pheidole pallidula
Características: presenta patas limpiadoras - Primer par de patas. Presente en la tibia espuelas terminales internas (velum). Primer tarsomero con concavidades en margen interno (aurícula) 
Pheidole pallidula  es una especie de hormigas del género Pheidole. Está muy extendida en todo el Mediterráneo.

## Biología
La reina de esta especie puede vivir 20 años.